# Riu Lizandro
El Lizandro, també conegut com riu de Cheleiros, és un riu del districte de Lisboa, Portugal, que desaigua a la platja del Lizandro junt a Carvoeira, prop d'Ericeira, al municipi de Mafra. En diferents moments de l'any la barra es troba tancada per una llengua d'arena, i s'ha d'obrir amb mitjans mecànics. Naix a la serra d'Atalaia, Asseisseira Pequena, freguesia de Venda do Pinheiro del municipi de Mafra i té una extensió de prop de 30 km, i el seu afluent principal, al marge esquerre, és el Cabrela.

## Toponímia
El riu Lizandro té alguns afluents que en època de pluges n'augmenten el cabal:
- Ribera de Mourão o Ribera d'Anços
- Ribera de Tostões
- Ribera de Cheleiros
- Ribera de Cabrela

## Afluents
- Marge esquerre[3]
  - Riu Mourão
  - Ribera de Cabrela
- Marge dret(3)
  - Ribera de Tostões (Ribera de Vale Figueira, Ribera de Carrasqueira, Ribera de Casal Novo, Ribera do Vale da Junqueira i Ribera de Laje
    - Ribera de Mata Grande i Cheleiros
      - Ribera del Lexim
      - Ribera de Mata
      - Regueiro da Serra
      - Rio Pequeno (Ribera de Boco, Ribera de Borracheira i Ribera de Coxo)
      - Ribera de la Vidigueira (Ribera d'Atravessada)